# Chợ Daesong
Chợ Daesong (대송농수산물시장; Chợ Nông sản Daesong) là chợ đường phố truyền thống ở Dong-gu, Ulsan, Hàn Quốc. Chợ có nhiều cửa hàng bán trái cây, rau, thịt, cá, bánh mì, quần áo và các mặt hàng y học cổ truyền Hàn Quốc. Chợ còn có nhiều nhà hàng và quầy bán thức ăn đường phố.

## Cải tạo phục hồi
Do sự xuất hiện của những cửa hàng đại hạ giá ở Ulsan, chính quyền thành phố đã bắt đầu một sáng kiến phục hồi chợ vào giữa thập niên 2000 để cải thiện cơ sở hạ tầng xung quanh các chợ truyền thống của Ulsan trong một nỗ lực nhằm duy trì bầu không khí truyền thống. Việc cải tạo chợ nông sản Daesong bắt đầu vào tháng 9 năm 2007 và bao gồm việc bảo trì nhà vệ sinh, lắp đặt thiết bị phòng cháy chữa cháy, lắp đặt một mái vòm dài 362 mét, rộng 8 m để giúp người mua sắm không bị ướt khi trời mưa.